# Nick de Jong (Fußballspieler)
Nick de Jong (* 26. September 1989 in Hoofddorp) ist ein niederländischer Fußballspieler. Seit Sommer 2008 steht der Stürmer im Profikader des niederländischen Erstligisten FC Utrecht.

## Karriere
De Jong erlernte das Fußball-ABC bei seinem Heimatverein SV Hoofddorp. Im Sommer 2006 lockten ihn die Scouts des AZ Alkmaar in des Nachwuchsabteilung. Zwei Jahre später entschied sich der Angreifer zu einem Wechsel.
Zu Beginn der Eredivisie-Saison 2008/09 rutschte de Jong in den Profikader des FC Utrecht. Am 5. Oktober 2008 gab er schließlich sein Debüt in der höchsten niederländischen Spielklasse. Beim 3:0-Sieg über Twente Enschede erzielte er zugleich seinen ersten Profitreffer. Damit war er nach Randy Wolters und Rafael Uiterloo einer der Spieler der vergangenen Monate die bei ihrer Ligapremiere ein Tor schießen konnten. Im weiteren Verlauf der Saison war de Jong meist für die Reservemannschaft des Klubs aktiv.